# Attila Ara-Kovács
Attila Ara-Kovács (* 14. Januar 1953 in Oradea) ist ein ungarischer Philosoph, Journalist und Politiker (Demokratikus Koalíció).

## Leben
Attila Ara-Kovacs leitete das Budapest Centre of Foreign Affairs. Er war als Analyst und Korrespondent in Paris, Wien und Hongkong sowie im ungarischen diplomatischen Dienst tätig.
Bei der Europawahl 2019 erhielt Ara-Kovács ein Mandat im Europaparlament. Dort gehört er der Fraktion der Progressiven Allianz der Sozialdemokraten im Europäischen Parlament an. Er vertritt seine Fraktion im Ausschuss für Landwirtschaft und ländliche Entwicklung, im Unterausschuss für Sicherheit und Verteidigung und in der Delegation im Ausschuss für parlamentarische Kooperation EU-Russland.